# Козельская, Елена Юрьевна
Елена Юрьевна Козельская (1 июля 1976, СССР) — российская футболистка, выступавшая на позиции полузащитника, Мастер спорта России по футболу.
Сезоны 1994—1997 годов провела в самарском клубе «ЦСК ВВС», сыграв в чемпионате 36 матчей и забив 1 гол и в кубке России сыграла не менее 4 матчей, в том числе в двух финальных 1996 года против воронежской «Энергия» (1:3 и 1:4). В 1994 году провела 1 матч и «ЦСК ВВС» отдал игрока в аренду в «КАМАЗ-АЗ» (Набережные Челны, который стал победителем второй лиги), и несмотря на то, что «ЦСК ВВС» стал Чемпионом, золотой медали не получила. В 1995 году провела 13 матчей и забила 1 гол московскому «Чертаново-СКИФ».
В 1996 году провела четыре матча за сборную России против сборных Китая (0:1), Норвегии (0:3) и Республики Корея (6:2 и 2:0).

## Достижения
Чемпионат России по футболу среди женщин
- Чемпион России (1): 1996
- Вице—чемпион России (2): 1995 и 1997

Кубок России по футболу среди женщин:
- Обладатель Кубка (1): 1994
- Финалист Кубка (2): 1995 и 1996

Международные турниры:
- Победитель (1): Кубок чемпионов Содружества 1996 среди женских команд[1]
- бронзовый призёр Brazil Cup в составе сборной России[6].